# 2009年自由民主党総裁選挙
2009年自由民主党総裁選挙（2009ねんじゆうみんしゅとうそうさいせんきょ）は、2009年9月28日に行われた日本の自由民主党の党首である総裁の選挙である。
選挙の結果、谷垣禎一が第24代自由民主党総裁に就任した。

## 概要
麻生太郎の総裁残任期は、任期途中で辞任した安倍晋三・福田康夫のものを引き継いだものであり、2009年9月30日までとなっていた。このため、今回の自民党総裁選挙は麻生の去就に関わらず9月までに必ず実施されることになっていた。
衆議院解散前には、自民党内部に総裁選挙の前倒しを求める勢力もあったが実現することはなく、第45回衆議院議員総選挙には麻生総裁のまま臨むこととなった。
しかし、8月30日執行の同総選挙において、自民党は結党以来の大敗を喫し、初めて第1党の座から陥落した。同日午後10時過ぎには、大敗が濃厚になったことを受け、麻生は選挙結果の責任を取り総裁を辞任することを示唆、翌日に正式な辞任表明を行った。
これを受けて自民党執行部は臨時の役員会を開き、首班指名選挙を行う第172回国会には、総裁は麻生のままで臨み、9月18日告示、28日投開票の日程で総裁選挙を行うことを決めた。
しかし、総裁辞職を表明した麻生を首相候補とすることや、首班指名選挙で公党としての責任を放棄する形となる白票を投じることに党内から異論が噴出したため、麻生は首班指名選挙当日の16日に総裁を辞任し、同選挙には両院議員総会長の若林正俊を党の首相候補とすることになった。
麻生の辞任により、これで3代続けて任期途中での総裁辞任となるが、今回は任期満了間際での辞任となるため、総裁選執行までは総裁は空席となり、新総裁の任期は2012年9月までの3年間となる。
なお、自民党では衆議院・参議院共に過半数には満たないため、新総裁は内閣総理大臣には就任しない。総裁選挙で選出された総裁が内閣総理大臣に就任しないのは、過去には河野洋平・橋本龍太郎（橋本は後に内閣総理大臣に就任）の2名以来である。また、結党以来初めて第1党でない完全な野党の党首を選出する総裁選挙となった。
菅義偉は河野を応援するために宏池会を脱退したが、当選した谷垣の下で国会論戦で重宝され、第174回国会においては鳩山由紀夫・小沢一郎の金の疑惑を徹底的に追及した。

### 立候補者
安倍改造内閣・麻生内閣で厚生労働大臣を務め、一部で待望論のあった舛添要一が9月2日に不出馬を表明。また2008年の総裁選挙に立候補した小池百合子も早々と不出馬を表明した。
9月12日には同じく2008年の総裁選挙に立候補した石原伸晃も不出馬を表明した。石破茂には若手を中心に擁立の動きもあったが、2008年の総裁選挙で自身の推薦人を務めた議員の大半が総選挙で落選、さらに所属する額賀派においても石破支持が広がらなかったため出馬を断念、谷垣禎一の支持に回った。小野寺五典は出馬の意欲を見せたが、推薦人を確保できず断念した。
告示日が3日後に迫った9月15日に谷垣禎一が立候補を正式表明。9月17日には河野太郎、西村康稔が相次いで出馬を表明した。
9月18日の告示当日には谷垣、河野、西村が立候補届出を行ったことにより、3名の争いとなった。

## 党総裁選データ

### 日程
- 9月18日（金） 告示、立候補受付、共同記者会見
- 9月19日（土） 討論会（日本記者クラブ主催）
- 9月20日（日） 街頭演説会（和歌山県JR和歌山駅前）、演説会（徳島県ホテルクレメント徳島）
- 9月21日（月・祝） 街頭演説会（北海道札幌市、新潟県新潟市）
- 9月22日（火・休） 演説会（岩手県ホテルメトロポリタン盛岡）街頭演説会（福島県JR郡山駅前広場）
- 9月23日（水・祝） 街頭演説会（埼玉県JR川口駅東口、神奈川県JR横浜駅西口）
- 9月24日（木） 東京ブロック共催公開討論会（自民党本部）
- 9月25日（金） 記者会見（日本外国特派員協会主催）街頭演説会（静岡県JR浜松駅前）
- 9月26日（土） 街頭演説会（熊本県、長崎県佐世保市）
- 9月27日（日） 党員投票の日
- 9月28日（月） 議員投票の投開票日、党員投票の開票日

### キャッチコピー
再生への第一歩

### 選挙票
| 種別       | 人数                                                               |
| ---------- | ------------------------------------------------------------------ |
| 衆議院議員 | 118票（1人1票）                                                    |
| 参議院議員 | 81票（1人1票）                                                     |
| 都道府県   | 300票（基礎票3票×47都道府県、159票を都道府県で選挙人に応じて配分） |
| 合計       | 499票                                                              |

### 立候補
| 候補者名 | 候補者名 | 年齢 | 派閥   | 現職                          | 立候補歴        |
| -------- | -------- | ---- | ------ | ----------------------------- | --------------- |
|          | 西村康稔 | 46   | 町村派 | 衆議院議員（3期・兵庫9区）    | 初              |
|          | 河野太郎 | 46   | 麻生派 | 衆議院議員（5期・神奈川15区） | 初              |
|          | 谷垣禎一 | 64   | 古賀派 | 衆議院議員（9期・京都5区）    | 2回目（2006年） |

### 推薦人一覧
| 候補者     | 西村康稔             | 河野太郎             | 谷垣禎一               |
| ---------- | -------------------- | -------------------- | ---------------------- |
| 推薦人代表 | 加藤勝信（額賀派）   | 柴山昌彦（町村派）   | 谷畑孝（町村派）       |
| 選挙責任者 | 武田良太（山崎派）   | 平将明（山崎派）     | 田野瀬良太郎（山崎派） |
| 推薦人     | 鴨下一郎（額賀派）   | 愛知治郎（無派閥）   | 石田真敏（山崎派）     |
| 推薦人     | 木村太郎（町村派）   | 井上信治（麻生派）   | 石原伸晃（山崎派）     |
| 推薦人     | 北村茂男（町村派）   | 大村秀章（額賀派）   | 今村雅弘（無派閥）     |
| 推薦人     | 塩谷立（町村派）     | 河井克行（額賀派）   | 岩屋毅（麻生派）       |
| 推薦人     | 高市早苗（町村派）   | 川口順子（無派閥）   | 小里泰弘（古賀派）     |
| 推薦人     | 馳浩（町村派）       | 神取忍（無派閥）     | 小池百合子（町村派）   |
| 推薦人     | 鳩山邦夫（額賀派）   | 小泉昭男（無派閥）   | 佐田玄一郎（額賀派）   |
| 推薦人     | 古川禎久（山崎派）   | 斎藤健（無派閥）     | 高木毅（町村派）       |
| 推薦人     | 古屋圭司（伊吹派）   | 菅原一秀（無派閥）   | 竹下亘（額賀派）       |
| 推薦人     | 三ツ矢憲生（古賀派） | 世耕弘成（町村派）   | 谷公一（伊吹派）       |
| 推薦人     | 山本有二（高村派）   | 田中和徳（山崎派）   | 徳田毅（古賀派）       |
| 推薦人     | 与謝野馨（無派閥）   | 田村耕太郎（額賀派） | 村上誠一郎（高村派）   |
| 推薦人     | 衛藤晟一（伊吹派）   | 塚田一郎（麻生派）   | 森山裕（山崎派）       |
| 推薦人     | 礒崎陽輔（町村派）   | 永岡桂子（麻生派）   | 泉信也（二階派）       |
| 推薦人     | 末松信介（町村派）   | 平沢勝栄（山崎派）   | 北川イッセイ（町村派） |
| 推薦人     | 中山恭子（町村派）   | 丸山和也（無派閥）   | 佐藤正久（額賀派）     |
| 推薦人     | 古川俊治（町村派）   | 山本一太（町村派）   | 二之湯智（額賀派）     |
| 推薦人     | 山谷えり子（町村派） | 義家弘介（町村派）   | 森雅子（町村派）       |

## 選挙の結果
太字は当選者。
|          | 得票数 | 議員票 | 党員算定票 |
| -------- | ------ | ------ | ---------- |
| 谷垣禎一 | 300票  | 120票  | 180票      |
| 河野太郎 | 144票  | 35票   | 109票      |
| 西村康稔 | 54票   | 43票   | 11票       |

（無効投票：1）